# Україна на пісенному конкурсі Євробачення 2014
Україна взяла участь у 59-му пісенному конкурсі Євробачення, що відбувся 2014 року в Копенгагені, Данія. НТКУ провела національний відбір, за підсумками якого Україну на пісенному конкурсі представила співачка Марія Яремчук з піснею «Tick-Tock». Ця пісня була написана у співавторстві з Сандрою Бьюрман. Вдало пройшовши півфінал, пісня у фіналі набрала 113 балів, посівши 6-те місце.

## Національний відбір
НТКУ 23 жовтня 2013 року оголосила, що буде проведений національний відбір на виступ України на Євробаченні 2014. Період подачі заявок для зацікавлених художників і композиторів тривав 6 грудня 2013 року, загалом було подано 56 заявок. Фіналістів обирало журі: музичний продюсер Михайло Некрасов, генеральний продюсер радіо Lux.FM Євген Фешак і програмний директор каналу RU Music Володимир Козлов.

### Фінал
Прямий ефір національного фіналу відбувся в Києві 21 грудня 2013, де за допомогою системи 50 %/50% (поєднання голосів від професійного журі та SMS-голосів від глядацької аудиторії) було обрано представника України до Копенгагена. Ведучими стали Тимур Мірошниченко та Тетяна Тєрєхова.
Професійне журі, які оцінювало конкурсантів, складалося з генерального директора НТКУ  Олександра Пантелеймонова, музичного продюсера Владислава Багінського, поета Юрія Рибчинського та композиторів Яна Табачника і Михайла Некрасова. У разі рівного балу для першого місця, перевагу діставав учасник, що отримав найбільшу кількість балів від журі.
Тож Марія Яремчук була оголошена переможницею Нацвідбору з піснею «Tick-Tock».
| Draw | Виконавець         | Пісня                      | Композитор(и)                                                                 | СМС-голосування | СМС-голосування | Журі | Разом | Місце |
| ---- | ------------------ | -------------------------- | ----------------------------------------------------------------------------- | --------------- | --------------- | ---- | ----- | ----- |
| 1    | Дует «Анна-Марія»  | «5 Stars Hotel»            | Едуард Приступа, Сергій Озерянський                                           | 136             | 1               | 3    | 4     | 16    |
| 2    | Роман Полонський   | «Wanted Dead Or Alive»     | Роман Полоньский, Сергій Дубенко                                              | 73              | 1               | 5    | 6     | 12    |
| 3    | Uli Rud            | «Квітка»                   | Михаийло Клименко, Ксенія Шевченко                                            | 76              | 1               | 1    | 2     | 20    |
| 4    | Марієтта Вейс      | «It's My Life»             | Дмитро Сидоров, Наталі Далі                                                   | 107             | 1               | 4    | 5     | 14    |
| 5    | Стас Шурінс        | «Why»                      | Стас Шурінс                                                                   | 194             | 4               | 5    | 9     | 10    |
| 6    | Анатолій Шпарєв    | «Waiting For You»          | О. Осадчук                                                                    | 124             | 1               | 7    | 8     | 11    |
| 7    | Наталя Валевська   | «Love Makes You Beautiful» | Лінда Перссон, Ільва Перссон                                                  | 1050            | 9               | 5    | 14    | 5     |
| 8    | Ліза Вассабі       | «No Fear»                  | Єлизавета Жихарева                                                            | 170             | 2               | 1    | 3     | 18    |
| 9    | Володимир Ткаченко | «Бути там, де ти»          | Володимир Ткаченко, Ірина Піриг                                               | 368             | 5               | 11   | 16    | 3     |
| 10   | Shanis             | «Моя Душа»                 | Елайджа                                                                       | 47              | 1               | 9    | 10    | 9     |
| 11   | Вікторія Петрик    | «Love Is Lord»             | Гіга Кухіанідзе, Б. Кадагідзе                                                 | 476             | 7               | 10   | 17    | 2     |
| 12   | Євген Літвінкович  | «Стрелянная птица»         | Євген Літвінкович                                                             | 1090            | 10              | 2    | 12    | 8     |
| 13   | НеАнгели           | «Courageous»               | Олександр Бард, Андреас Орн, Крістиан Уолберг, Пер Люнгквіст, Генрік Вікстрем | 800             | 8               | 6    | 14    | 5     |
| 14   | Ілларія            | «I'm Alive»                | Катерина Прищепа                                                              | 420             | 6               | 8    | 14    | 5     |
| 15   | Таня Ширко         | «Let Go»                   | Юлія Слободян, Євген Матюшенко                                                | 171             | 3               | 3    | 6     | 12    |
| 16   | Таня Берк          | «Believe Me»               | Борис Таршис                                                                  | 41              | 1               | 3    | 4     | 16    |
| 17   | Марія Яремчук      | «Tick-Tock»                | Марія Яремчук                                                                 | 3478            | 12              | 12   | 24    | 1     |
| 18   | Віктор Романченко  | «На краю пропасти»         | Володимир Душевний, Віктор Романченко                                         | 1170            | 11              | 5    | 16    | 3     |
| 19   | Анна Ходоровська   | «Если есть любовь»         | Руслан Квінта, Віталій Куровський                                             | 99              | 1               | 2    | 3     | 18    |
| 20   | Денис Любимов      | «Love»                     | Денис Любимов                                                                 | 120             | 1               | 4    | 5     | 14    |

### Скандал
Після національного фіналу, деякі учасники почали акцію протесту проти остаточних результатів, стверджуючи, що телефонні лінії для їх запису були заблоковані, тоді як телефонна лінія для М. Яремчук залишалася відкритою.

## На Євробаченні
Представниця України Марія Яремчук виступала в другій половині першого півфіналу, який пройшов 6 травня 2014 року. У фіналі продюсери шоу вирішили, Україна виконає пісню першою. Слідом за Марією відбувся виступ Білорусі Ukraine placed 6th in the final, scoring 113 points. Отже, Україна зайняла 6-е місце в фіналі пісенного конкурсу, набравши 113 балів.
В Україні обидва півфінали і фінал транслювалися на Першому національному телеканалі з коментарями Тимура Мірошниченко та Тетяна Тєрєхової.  Все шоу також транслювалося по радіо з коментарями Олени Зелінченко . Українським речником, що оголошував результат українського голосування у фіналі стала Злата Огнєвіч(представниця України на конкурсі Євробачення 2013).

### Бали віддані Україні
| 12 балів                 | 10 балів     | 8 балів                | 7 балів                                                    | 6 балів  |
| ------------------------ | ------------ | ---------------------- | ---------------------------------------------------------- | -------- |
| - Вірменія - Азербайджан | - Естонія    | - Молдова - Чорногорія | - Бельгія - Данія - Ісландія - Латвія - Португалія - Росія | - Швеція |
| 5 балів                  | 4 бали       | 3 бали                 | 2 бали                                                     | 1 бал    |
| - Нідерланди - Іспанія   | - Сан-Марино | - Албанія - Угорщина   |                                                            |          |

| 12 балів                                      | 10 балів                         | 8 балів              | 7 балів                       | 6 балів            |
| --------------------------------------------- | -------------------------------- | -------------------- | ----------------------------- | ------------------ |
|                                               | - Азербайджан - Італія - Молдова | - Білорусь - Естонія | - Латвія - Чорногорія - Росія | - Грузія - Іспанія |
| 5 балів                                       | 4 бали                           | 3 бали               | 2 бали                        | 1 бал              |
| - Австрія - Греція - Ізраїль - Литва - Польща | - Бельгія                        |                      | - Фінляндія - Угорщина        | - Данія            |

### Бали отримані від України
| 12 балів | Вірменія    |
| 10 балів | Швеція      |
| 8 балів  | Угорщина    |
| 7 балів  | Нідерланди  |
| 6 балів  | Росія       |
| 5 балів  | Азербайджан |
| 4 бали   | Сан-Марино  |
| 3 бали   | Ісландія    |
| 2 бали   | Молдова     |
| 1 бал    | Чорногорія  |

| 12 балів | Швеція      |
| 10 балів | Вірменія    |
| 8 балів  | Австрія     |
| 7 балів  | Польща      |
| 6 балів  | Білорусь    |
| 5 балів  | Німеччина   |
| 4 балів  | Росія       |
| 3 балів  | Угорщина    |
| 2 балів  | Іспанія     |
| 1 балів  | Азербайджан |

### Національне журі
Наступні п'ять людей складали українське журі у 2014 році:
- Олександр Злотник - голова журі - композитор
- Катерина Комар - продюсер, викладач вокалу
- Костянтин Мішуков - продюсер, ді-джей
- Алла Попова - співак, композитор
- Олена Валовик - співачка

#### Півфінал[16]
| Півфінал 1 - українські результати | Півфінал 1 - українські результати | Півфінал 1 - українські результати | Півфінал 1 - українські результати | Півфінал 1 - українські результати | Півфінал 1 - українські результати | Півфінал 1 - українські результати | Півфінал 1 - українські результати | Півфінал 1 - українські результати | Півфінал 1 - українські результати | Півфінал 1 - українські результати |
| №                                  | Країна                             | O. Злотник                         | K. Комар                           | K. Мішуков                         | A. Попова                          | O. Валовик                         | Середня журі                       | Середня СМС                        | Загальна середня                   | Бал                                |
| ---------------------------------- | ---------------------------------- | ---------------------------------- | ---------------------------------- | ---------------------------------- | ---------------------------------- | ---------------------------------- | ---------------------------------- | ---------------------------------- | ---------------------------------- | ---------------------------------- |
| 01                                 | Вірменія                           | 2                                  | 1                                  | 1                                  | 2                                  | 1                                  | 1                                  | 1                                  | 1                                  | 12                                 |
| 02                                 | Латвія                             | 15                                 | 10                                 | 4                                  | 15                                 | 15                                 | 13                                 | 9                                  | 13                                 |                                    |
| 03                                 | Естонія                            | 13                                 | 6                                  | 13                                 | 13                                 | 10                                 | 12                                 | 13                                 | 14                                 |                                    |
| 04                                 | Швеція                             | 1                                  | 2                                  | 2                                  | 1                                  | 2                                  | 2                                  | 4                                  | 2                                  | 10                                 |
| 05                                 | Ісландія                           | 4                                  | 9                                  | 6                                  | 4                                  | 8                                  | 4                                  | 14                                 | 8                                  | 3                                  |
| 06                                 | Албанія                            | 8                                  | 7                                  | 11                                 | 7                                  | 3                                  | 5                                  | 15                                 | 11                                 |                                    |
| 07                                 | Росія                              | 5                                  | 12                                 | 14                                 | 6                                  | 6                                  | 9                                  | 2                                  | 5                                  | 6                                  |
| 08                                 | Азербайджан                        | 9                                  | 5                                  | 12                                 | 9                                  | 7                                  | 7                                  | 5                                  | 6                                  | 5                                  |
| 09                                 | Україна                            |                                    |                                    |                                    |                                    |                                    |                                    |                                    |                                    |                                    |
| 10                                 | Бельгія                            | 12                                 | 11                                 | 15                                 | 12                                 | 11                                 | 14                                 | 8                                  | 12                                 |                                    |
| 11                                 | Молдова                            | 7                                  | 14                                 | 9                                  | 8                                  | 5                                  | 10                                 | 10                                 | 9                                  | 2                                  |
| 12                                 | Сан-Марино                         | 11                                 | 13                                 | 7                                  | 11                                 | 12                                 | 11                                 | 7                                  | 7                                  | 4                                  |
| 13                                 | Португалія                         | 14                                 | 15                                 | 8                                  | 14                                 | 13                                 | 15                                 | 11                                 | 15                                 |                                    |
| 14                                 | Нідерланди                         | 3                                  | 4                                  | 3                                  | 3                                  | 4                                  | 3                                  | 6                                  | 4                                  | 7                                  |
| 15                                 | Чорногорія                         | 10                                 | 3                                  | 10                                 | 10                                 | 9                                  | 8                                  | 12                                 | 10                                 | 1                                  |
| 16                                 | Угорщина                           | 6                                  | 8                                  | 5                                  | 5                                  | 14                                 | 6                                  | 3                                  | 3                                  | 8                                  |

#### Фінал[17]
| Фінал - українські результати | Фінал - українські результати | Фінал - українські результати | Фінал - українські результати | Фінал - українські результати | Фінал - українські результати | Фінал - українські результати | Фінал - українські результати | Фінал - українські результати | Фінал - українські результати | Фінал - українські результати |
| №                             | Країна                        | O. Злотник                    | K. Комар                      | K. Мішуков                    | A. Попова                     | O. Валовик                    | Середня журі                  | Середня СМС                   | Загальна середня              | Бал                           |
| ----------------------------- | ----------------------------- | ----------------------------- | ----------------------------- | ----------------------------- | ----------------------------- | ----------------------------- | ----------------------------- | ----------------------------- | ----------------------------- | ----------------------------- |
| 01                            | Україна                       |                               |                               |                               |                               |                               |                               |                               |                               |                               |
| 02                            | Білорусь                      | 3                             | 8                             | 10                            | 3                             | 3                             | 5                             | 4                             | 5                             | 6                             |
| 03                            | Азербайджан                   | 9                             | 9                             | 17                            | 9                             | 10                            | 9                             | 10                            | 10                            | 1                             |
| 04                            | Ісландія                      | 25                            | 22                            | 22                            | 24                            | 24                            | 25                            | 16                            | 21                            |                               |
| 05                            | Норвегія                      | 23                            | 15                            | 25                            | 23                            | 23                            | 23                            | 13                            | 19                            |                               |
| 06                            | Румунія                       | 12                            | 11                            | 21                            | 13                            | 12                            | 13                            | 19                            | 15                            |                               |
| 07                            | Вірменія                      | 8                             | 2                             | 4                             | 8                             | 8                             | 6                             | 2                             | 2                             | 10                            |
| 08                            | Чорногорія                    | 22                            | 20                            | 23                            | 20                            | 17                            | 21                            | 23                            | 24                            |                               |
| 09                            | Польща                        | 6                             | 21                            | 11                            | 6                             | 7                             | 8                             | 1                             | 4                             | 7                             |
| 10                            | Греція                        | 7                             | 13                            | 16                            | 7                             | 6                             | 7                             | 15                            | 11                            |                               |
| 11                            | Австрія                       | 5                             | 3                             | 3                             | 5                             | 5                             | 3                             | 5                             | 3                             | 8                             |
| 12                            | Німеччина                     | 1                             | 4                             | 2                             | 1                             | 1                             | 2                             | 9                             | 6                             | 5                             |
| 13                            | Швеція                        | 2                             | 1                             | 1                             | 2                             | 2                             | 1                             | 6                             | 1                             | 12                            |
| 14                            | Франція                       | 13                            | 24                            | 19                            | 19                            | 16                            | 20                            | 22                            | 22                            |                               |
| 15                            | Росія                         | 10                            | 14                            | 9                             | 10                            | 11                            | 10                            | 3                             | 7                             | 4                             |
| 16                            | Італія                        | 24                            | 25                            | 13                            | 25                            | 25                            | 24                            | 25                            | 25                            |                               |
| 17                            | Словенія                      | 14                            | 18                            | 14                            | 14                            | 14                            | 14                            | 18                            | 14                            |                               |
| 18                            | Фінляндія                     | 20                            | 10                            | 6                             | 11                            | 9                             | 12                            | 20                            | 16                            |                               |
| 19                            | Іспанія                       | 4                             | 5                             | 8                             | 4                             | 4                             | 4                             | 14                            | 9                             | 2                             |
| 20                            | Швейцарія                     | 16                            | 16                            | 15                            | 16                            | 19                            | 18                            | 8                             | 12                            |                               |
| 21                            | Угорщина                      | 11                            | 7                             | 7                             | 12                            | 18                            | 11                            | 7                             | 8                             | 3                             |
| 22                            | Мальта                        | 17                            | 19                            | 18                            | 17                            | 13                            | 19                            | 24                            | 23                            |                               |
| 23                            | Данія                         | 15                            | 12                            | 20                            | 18                            | 15                            | 16                            | 21                            | 20                            |                               |
| 24                            | Нідерланди                    | 21                            | 17                            | 5                             | 15                            | 21                            | 15                            | 12                            | 13                            |                               |
| 25                            | Сан-Марино                    | 19                            | 23                            | 24                            | 21                            | 20                            | 22                            | 11                            | 17                            |                               |
| 26                            | Велика Британія               | 18                            | 6                             | 12                            | 22                            | 22                            | 17                            | 17                            | 18                            |                               |